# Льотчик-Іспитатель
Льо́тчик-Іспита́тель (рос. Лётчик-Испытатель) — селище у складі Митищинського міського округу Московської області, Росія.

## Населення
Населення — 14 осіб (2010; 1 у 2002).
Національний склад (станом на 2002 рік):
- росіяни — 100 %